# Embajada de Argentina en Chile
La Embajada de Argentina en Chile es la principal y máxima representación diplomática argentina en Chile. Su embajada se encuentra situada en Calle Miraflores N.º 285, Santiago, Santiago de Chile. El embajador actual es Rafael Bielsa.

## Consulados
Además de la embajada en Santiago, Argentina posee consulados en otras ciudades, éstas son:
- Antofagasta
- Valparaíso
- Santiago de Chile
- Concepción
- Puerto Montt
- Punta Arenas

### Consulado en Santiago
El Consulado de Argentina en Santiago está encabezado por el cónsul general Eduardo Berti, y el cónsul adjunto, Roberto Alonso.
Funciona separadamente de la embajada, en Avenida Vicuña Mackenna N.º 41, comuna de Santiago. El edificio que lo acoge data de 1912, y originalmente albergó a la Embajada. Su horario es de 9:00 a 13:00 (UTC-4) y de 13:00 a 14:00 (UTC-4) se retira la documentación, diferencia de una hora menos con Argentina.
La circunscripción consular establecida para este consulado abarca las regiones de Santiago y la Región de O'Higgins.

### Consulado en Valparaíso
El Consulado de Argentina en Valparaíso está encabezado por  el cónsul general Hernán Santibáñez Vieyra, y su dirección actual es Calle Blanco N.º 625 en la Ciudad de Valparaíso. Su horario es de 9:00 a 13:00 (UTC-4), diferencia de una hora menos con Argentina.
La circunscripción consular, establecida para este consulado abarca las regiones de Valparaíso y Coquimbo.

### Consulado en Concepción
El Consulado de Argentina en Concepción está encabezado por la cónsul general María Teresa Kralikas, y su dirección actual es Calle Cochrane N° 635, Edificio Centro Plaza, Oficina 405, Concepción. Su horario es de 9:00 a 13:00 (UTC-4), diferencia de una hora menos con Argentina.
La circunscripción consular, establecida para este consulado abarca las regiones del Maule, de Ñuble, del Biobío y  de la Araucanía.

## Galería

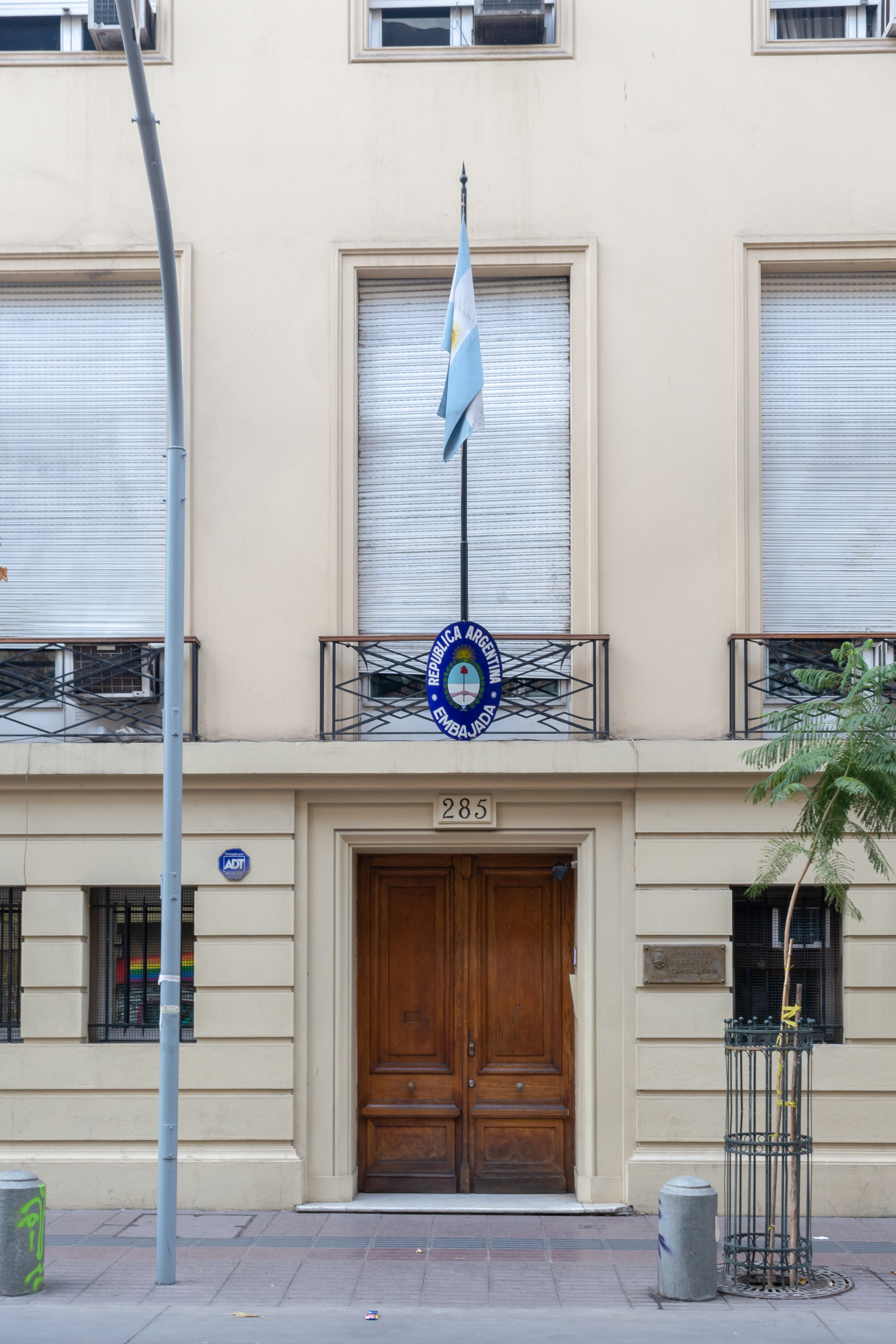
Entrada a la Embajada en Santiago de Chile
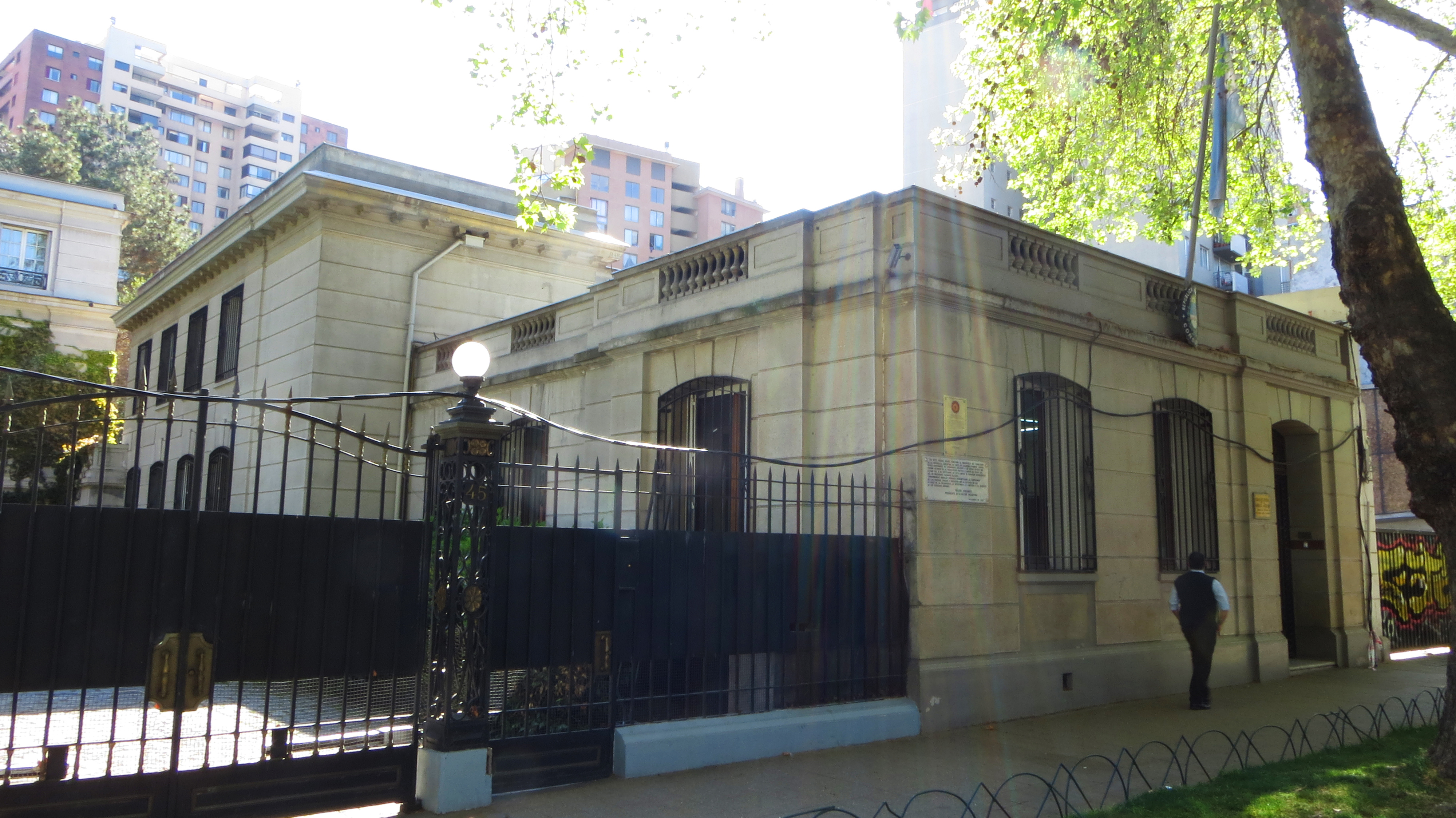
Consulado-General en Santiago de Chile
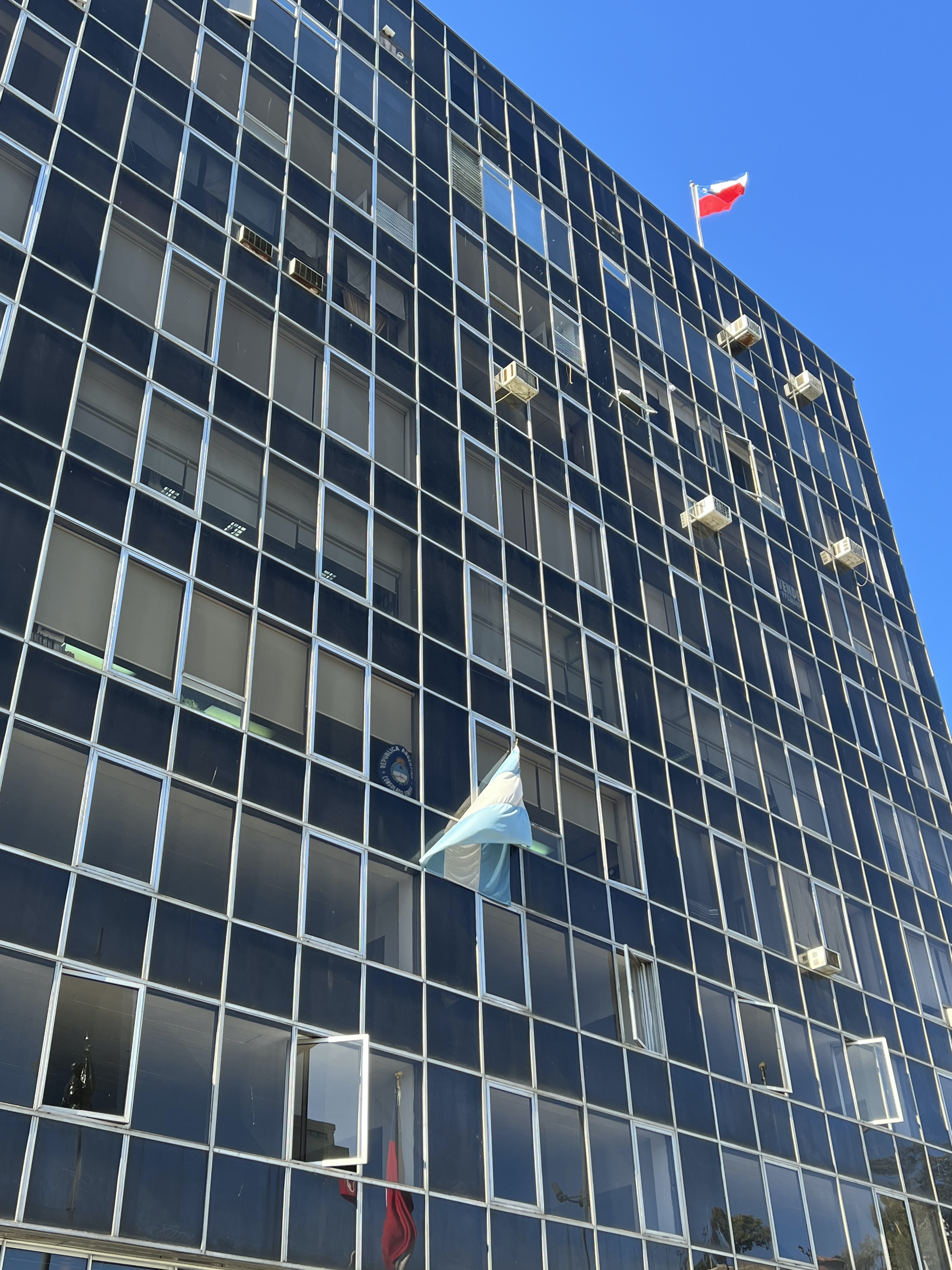
Consulado-General en Valparaíso